# Bernd Mayländer
Bernd Mayländer (Waiblingen, 29 de Maio de 1971) é um piloto de automobilismo alemão, conhecido por ser, desde 2000, o piloto oficial do Safety Car da Formula 1.

## Carreira

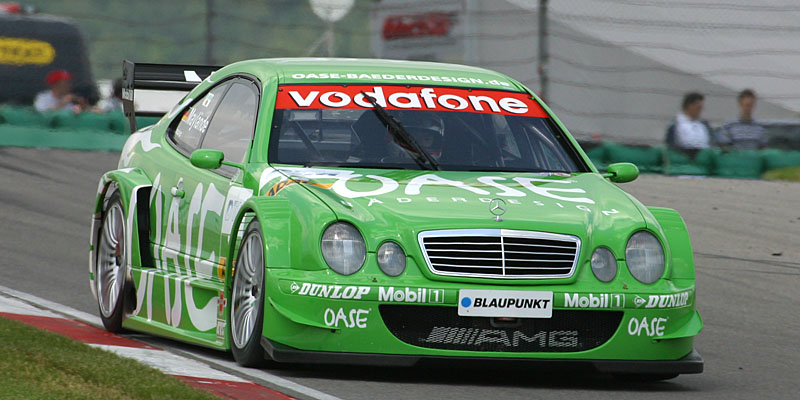
Mayländer na DTM em 2002.

Mayländer começou sua carreira no kart no final dos anos 1980. Depois, migrou para a Fórmula Ford, Porsche Carrera Cup, FIA GT e por fim DTM.
Em 2000, ele venceu as 24 Horas de Nürburgring a bordo de um Porsche 911 GT3.
Desde 2000, Mayländer é o encarregado de dirigir o safety car da F1, F2, F3, da Porsche Supercup e outras categorias, quando não há coincidência.

### Piloto doSafety Car
Desde 2000, Mayländer é o piloto oficial do Safety Car da Formula 1. Desde então, ele só não participou de uma corrida - o Grande Prêmio do Canadá de 2001, quando foi substituído pelo compatriota Marcel Fässler.
Sua escolha começou por acaso. Em 1999, ele era piloto da Porsche Carrera Cup, quando foi chamado às pressas para ser o piloto do Safety Car para a corrida de Fórmula 3000 em San Marino. Um ano depois, com Oliver Gavin – antigo piloto do Safety Car – transferindo sua carreira para os EUA, ele se tornou o piloto oficial do Safety Car na Fórmula 1.
Até 2004 ele continuou correndo profissionalmente, mas de 2005 em diante ele se concentrou apenas em guiar o Safety Car da Fórmula 1.